# Puxinanã
Puxinanã est une ville brésilienne de l'est de l'État de la Paraíba.
Sa population était estimée à 12 881 habitants en 2007. La municipalité s'étend sur 74 km2.